# Dypsis decaryi

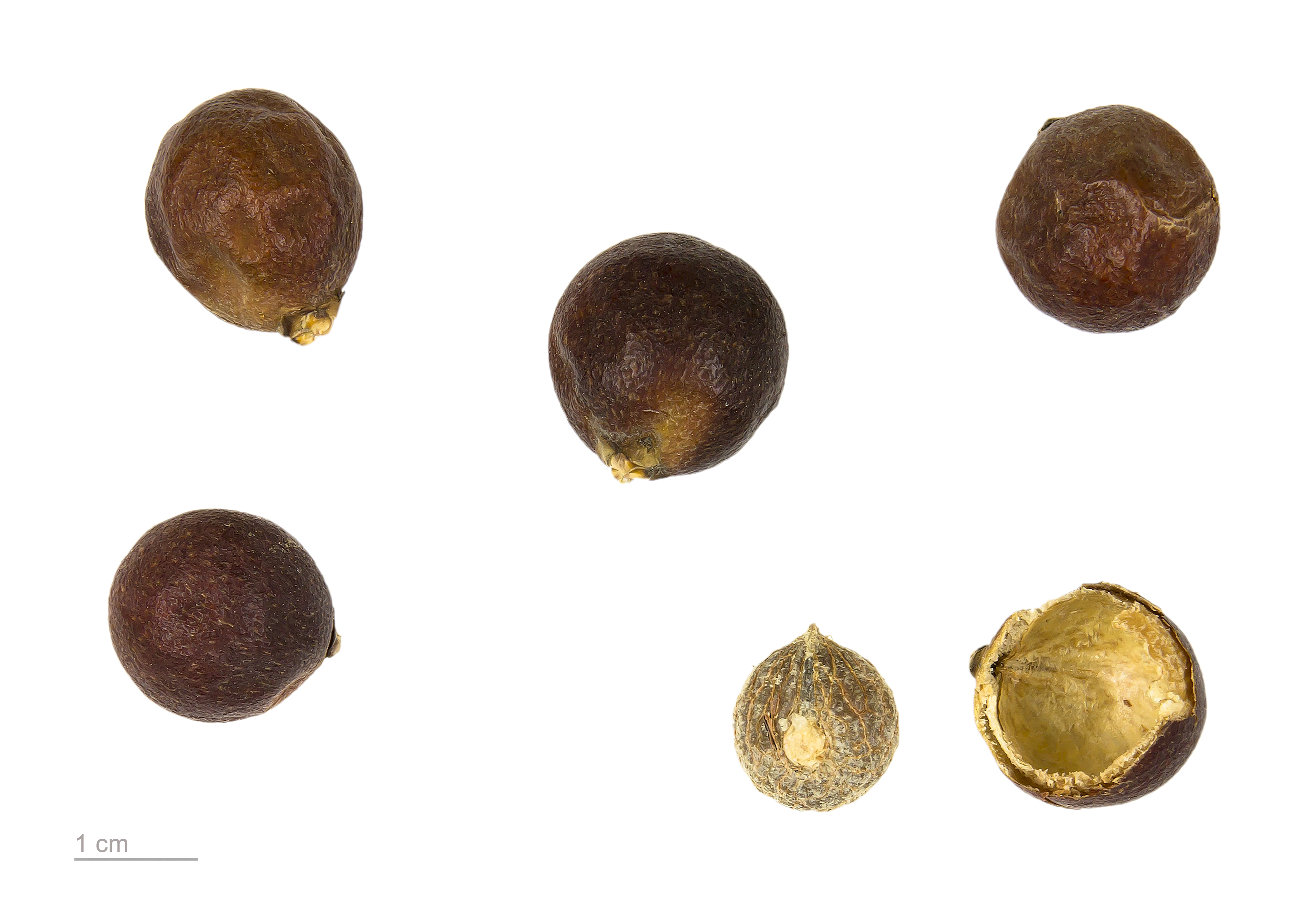
Dypsis decaryi

Dypsis decaryi (Jum.) Beentje & J.Dransf. è una pianta della famiglia delle Arecacee, endemica del Madagascar.